# 1169

## Догађаји
- Википедија:Непознат датум — Трећи крсташки поход на Египат
- Википедија:Непознат датум — октобар-новембар – Опсада Дамијете

- Касно лето – Цар Манојло I Комнин шаље амбасаду у Египат да захтева данак и прети земљи ратом када одбије да га плати. Византијска флота под адмиралом Андроником Контостефаном креће са Хелеспонта; 60 ратних галија је послато у Палестину са новцем за „јерусалимске витезове“. Андроник са остатком флоте плови на Кипар, где побеђује патролну ескадрилу од 6 фатимидских бродова.
- Пролеће – Џералд Неустрашиви, португалски ратник и витез, добија подршку краља Афонса I („Великог“). Алмохадски калиф, Абу Јакуб Јусуф, успева да посредује у склапању савеза са краљем Фердинандом II против Афонса. Савезници успевају да опседну Бадахоз и коначно заробе и Афонса и Џералда.
- Краљ Хенри II од Енглеске и Луј VII потписују мировни споразум који укључује веридбу њихових наследника, једанаестогодишњег Ричарда I и осмогодишње Алис од Француске.
- Андреј Богољубски, велики кнез Владимиро-Суздаљског, пљачка Кијев (уз помоћ савезника) и проглашава Владимир престоницом Кијевске Русије. Поставља рођаке на престо у Кијеву.
- Велики жупан Стефан Немања је у свом великом походу са Угарском заузео је град Скадар и околна села.
- Током шведске борбе за власт, Болеслав је убијен, али његов брат Кол наставља да влада Естерготландом (до 1173. године), супротстављајући се шведском краљу Кнуту Ериксону.
- 4. фебруар – 1169. земљотрес на Сицилији: Земљотрес процењене магнитуде око 7 погодио је источну обалу Сицилије, узрокујући процењених 15.000 смртних случајева.
- Стефан III од Угарске закључује конкордат са папом Александром III, одричући се свог права на инвеституру.
- Хенри II покушава да оконча сукоб између себе и своје супруге, краљице Елеоноре од Аквитаније, како би могао да се забавља у западном Херефордширу са својом љубавницом, Розамундом Клифорд, ћерком Волтера де Клифорда. Он дели наслеђе свог краљевства међу своја четири сина, Хенрија Младог краља, Ричарда I, Џефрија II и Џона.
- Мај – Норманска инвазија на Ирску: Англо-нормански плаћеници искрцавају се на захтев свргнутог краља Диармејда мак Мурчаде (Дермота). Међу онима који стижу је и Ричард де Клер (вазал Хенрија II), који је склопио савез са прогнаним Диармејдом мак Мурчадом како би му помогао да поврати престо Ленстера.
- Пролеће – Зангидска експедиција под генералом Ширкухом у пратњи свог нећака Саладина напада Египат. Краљ Амалрик I од Јерусалима наређује својој флоти да се врати у Акру и повлачи се са крсташима назад у Палестину.
- 8. јануар – Ширкух улази у Каиро, остављајући зангидску војску улогорену испред града. Одлази у палату, где га 18-годишњи фатимидски калиф Ел-Адид дочекује са церемонијалним поклонима и обећаним новцем.
- 18. јануар – Шавар, фатимидски везир и де факто владар, позван је да се придружи Ширкуху на ходочашћу до гробнице Ел-Шафија. У току ходочашћа он и његова пратња су заробљени; по наређењу Ел-Адида, Шавару је одсечена глава.
- 23. март – Ширкух умире од преједања након двомесечне владавине. Наслеђује га Саладин, који је именован за главног везира Фатимидског калифата. Преузима команду Нур ал-Динових снага у Египту.
- Лето – Саладин позива свог брата Туран-Шаха да му се придружи у Каиру. Са собом доводи своју породицу и пратњу, али и значајну војску коју је обезбедио Нур ал-Дин. Туран-шаха дочекује Ал-Адид као пријатеља.
- Зима – Саладин, уз подршку Нур ал-дина, побеђује крсташко-византијске снаге под Амалриком I близу Дамијете. Током тромесечне опсаде, крсташи су приморани да се повуку у Палестину.
- Елеонора Аквитанска напушта енглески двор Хенрија II, како би основала свој двор у Поатјеу. Постаће познат као центар дворске љубави. Ричард I прати своју мајку и постаје наследник Аквитаније.

## Смрти
- Басава
- Бертран де Бланшфор

- Муџир ел Дин Абага

- Торос II Јерменски

- Шавар
- Ширку